# Erneuerbare-Energien-Gesetz
Erneuerbare-Energien-Gesetz (z niem. Ustawa o Energiach Odnawialnych) – ustawa regulująca system przywilejów dla producentów prądu ze źródeł odnawialnych w Niemczech (pełna nazwa: Gesetz für den Vorrang Erneuerbarer Energien; najczęściej nazywana EEG). Jest jednym z elementów polityki rządu niemieckiego, której celem jest wkład Niemiec w walkę z globalnym ociepleniem.

## Historia
W 1991 roku, krótko po Zjednoczeniu, w życie weszła Ustawa o Wprowadzaniu Prądu do Sieci (Stromeinspeisungsgesetz), będąca poprzednikiem EEG. W ramach ustawy przedsiębiorstwa zarządzające sieciami przesyłowymi zostały zobowiązane do wprowadzania prądu ze źródeł odnawialnych do sieci. Wytwórcom takiego prądu ustawa zapewniała taryfy gwarantowane.
W 2000 roku Stromeinspeisungsgesetz został zastąpiony pierwszą wersją Ustawy o Energiach Odnawialnych (Erneuerbare-Energien-Gesetz). System, którego podwaliny stworzono w 1991 roku, zyskał na złożoności i został dopasowany do zmienionych wymogów technologicznych. Taryfy gwarantowane wypłacane wytwórcom prądu odnawialnego zostały zróżnicowane w zależności od konkretnej technologii, nowsze technologie (m.in. energia geotermalna) zostały włączone do systemu.
W latach 2004, 2009 i 2012 EEG było znacznie modyfikowane przez nowele. Nowela z 2004 roku miała przede wszystkim na celu dopasowanie ustawy do stosownych dyrektyw Unii Europejskiej. W 2009 roku zmiany dotyczyły szczegółów prawnych, wprowadzały możliwość wyłączenia poszczególnych elektrowni lub ich części przez przedsiębiorstwa zarządzające sieciami przesyłowymi (w celu zapobieżenia przeciążeniom) oraz uelastyczniły przepisy odnośnie do redukcji wypłacanych producentom taryf gwarantowanych. Nowela w roku 2012 wprowadziła do systemu dodatkowe elementy rynkowe oraz zmniejszyła wysokość taryf gwarantowanych dla prądu z fotowoltaiki.

## Cele i mechanizmy
Według treści ustawy celami EEG są:
- zrównoważony rozwój energetyki,
- internalizacja długofalowych zewnętrznych kosztów produkcji energii,
- oszczędzanie kopalnych nośników energii,
- bodźce do rozwoju technologii produkcji energii ze źródeł odnawialnych.

Konkretnie EEG ma być elementem polityki klimatycznej Niemiec, której cele redukcji w emisjach gazów cieplarnianych to 35% w roku 2020, 50% w 2030, 65% w 2040 oraz 80% w 2050.
Mechanizmami mającymi umożliwić osiągnięcie tych celów są:
- obowiązek nałożony na przedsiębiorstwa zarządzające niemieckimi sieciami przesyłowymi, aby umożliwiały dostęp do sieci i wprowadzały do niej prąd ze źródeł odnawialnych w sposób uprzywilejowany wobec prądu z innych źródeł energii (przede wszystkim: węgiel kamienny i brunatny oraz energia nuklearna; elektrownie działające na zasadzie kogeneracji są traktowane na równi z odnawialnymi),
- stałe taryfy gwarantowane wypłacane producentom od momentu pierwszego wprowadzenia prądu do sieci przez do 20 lat,
- malejące rokrocznie taryfy gwarantowane dla nowych elektrowni jako bodziec do innowacji.

## Finansowanie
System EEG jest finansowany przy pomocy tzw. EEG-Umlage. Przedsiębiorstwa zarządzające sieciami przesyłowymi wypłacają producentom w momencie wprowadzenia prądu do swoich sieci taryfę gwarantowaną ustaloną prawnie. Następnie same sprzedają ten prąd na giełdzie energetycznej EPEX (z siedzibą w Lipsku). Ponieważ ceny na giełdzie są przeważnie niższe niż taryfy gwarantowane, przedsiębiorstwa te mają straty. Aby te straty wyrównać, wprowadzono tzw. EEG-Umlage, płaconą od kilowatogodziny przez konsumentów prądu. W roku 2012 suma, którą EEG-Umlage musiała wyrównać, wynosiła ok. 14 mln €, a sama Umlage była wysokości 5,28 ct/kWh.
Z płacenia pełnej EEG-Umlage wyłączone są przedsiębiorstwa o zużyciu energii przekraczającym 1 GWh rocznie (do 31 grudnia 2011: 10 GWh) oraz stosunku kosztów energii do wartości produkcji brutto w wysokości co najmniej 14%. Przy zużyciu od 1 do 10 GWh/a muszą płacić jedynie jej 10%, między 10 a 100 GWh/a 1%, powyżej 100 GWh/a 0,05 ct/kWh. Przedsiębiorstwa kolejowe o zużyciu przekraczającym 10 GWh/a są zobowiązane do płacenia pełnej EEG-Umlage za 10% zużywanego prądu. Za resztę płacą one tylko 0,05 ct/kWh.

## Kontrowersje
Od początku swojego istnienia EEG wzbudzało kontrowersje. Oto niektóre z nich:
- Wysokość EEG-Umlage i jej wpływ na ceny prądu. Na początku 2013 roku minister środowiska rządu niemieckiego, Peter Altmaier z CDU, zaprezentował mediom projekt, którego celem miało być ograniczenie kosztów energii ponoszonych rzekomo z powodu EEG przez gospodarstwa domowe[1]. Wywołało to debatę publiczną, w ramach której zwrócono uwagę m.in. na to, że rosnące ceny energii są związane nie tyle z samym EEG, co np. ze źle funkcjonującym systemem handlu certyfikatami emisyjnymi UE[2][3][4]. Większość biorących udział w debacie komentatorów jest jednak zgodna, że pewna reforma EEG jest konieczna.
- Zwolnienie firm z EEG-Umlage. Innym źródłem wysokich kosztów EEG dla gospodarstw domowych jest zdaniem wielu krytyków[których?] nadmierna liczba firm zwolnionych z płacenia pełnej EEG-Umlage. Odpowiedzialnością za rzekomo przesadne faworyzowanie większość przedsiębiorstw obarcza się najczęściej ministra gospodarki Philippa Röslera, który argumentuje w tym kontekście koniecznością zapewnienia konkurencyjności firm eksportowych[5]. Również ostatnia nowela ustawy z 2012 roku, w której znacznie obniżono próg, od którego przedsiębiorstwa mogą być częściowo zwolnione z płacenia EEG-Umlage, ma znaczenie w tym kontekście. W połowie 2012 roku z ulg korzystały firmy odpowiedzialne za ok. 18% niemieckiego zużycia prądu[6].
- Od początku swojego istnienia EEG wzbudzało kontrowersje odnośnie do jego zgodności z niemieckim prawem konstytucyjnym oraz z prawodawstwem Unii Europejskiej. Dotyczyły one m.in. kwestii uczciwej konkurencji (ulgi dla dużych przedsiębiorstw) czy interpretacji elementów EEG jako ukrytych podatków.

## Naśladownictwo
Ustawy regulujące wprowadzanie energii odnawialnych do sieci energetycznych na uprzywilejowanych zasadach wzorujące się na niemieckim EEG zostały wprowadzone w ok. 60 krajach na całym świecie, w tym np. w Hiszpanii i Kalifornii.